# Lubomír Nácovský
Lubomír Nácovský, född 26 maj 1935 i Kralupy nad Vltavou, död 10 mars 1982 i Kralupy nad Vltavou, var en tjeckoslovakisk sportskytt.
Han blev olympisk bronsmedaljör i snabbpistol vid sommarspelen 1964 i Tokyo.